# Elytracanthina pugionata
Elytracanthina pugionata är en skalbaggsart som först beskrevs av Lane 1955.  Elytracanthina pugionata ingår i släktet Elytracanthina och familjen långhorningar. Inga underarter finns listade i Catalogue of Life.